# Mongal
Mongal  è un personaggio dei fumetti DC Comics, aliena nemica di Superman nonché figlia del più celebre Mongul.

## Biografia del personaggio
Figlia di Mongul e sorella di Mongul Il Giovane, Mongal nacque da una servitrice del tiranno spaziale che morì dandola alla luce. Il suo pianeta natale, Debstam IV, venne governato da Mongul con il pugno di ferro e venne presto distrutto dal tiranno e dalla sua prole. Mongal e il fratello crebbero con i crudeli addestramenti del padre, che li trasformò in micidiali guerrieri e razziatori di pianeti destinati a regnare sul pianeta Warworld.
A seguito della sconfitta del fratello Mongul da parte di Superman, Mongal aiutò il fratello in una sanguinosa battaglia contro il campione di Krypton, che terminò con l'intervento provvidenziale di Krypto, che pose fine allo scontro mordendo la gola di Mongul. Mongal divenne quindi una nemica ricorrente di Superman, ma finì presto per separarsi dal fratello diventando la regina del pianeta Almerac. Quando il malvagio Imperiex prese il controllo del pianeta Mongal si alleò in un'alleanza di alieni per affrontare la minaccia, chiedendo persino aiuto alla Terra.
Mongal incontrò la sua fine quando venne raggiunta sul suo pianeta dal fratello Mongul, recentemente sconfitto dagli eroi Freccia Verde e Hal Jordan: nel tentativo di migliorarsi come guerriero, Mongul identificò la famiglia come "la debolezza più grande", decapitando sul colpo la sorella e prendendo il controllo di Almerac.

## Altri media

### Cinema
Mongal appare nel film del DC Extended Universe The Suicide Squad - Missione suicida (2021), interpretata da Mayling Ng. In questa versione è una guerriera pronta alla battaglia e armata con due letali spade, dotata di una forza sovrumana e una grande agilità. Nel film viene mantenuta il dubbio sulla sua vera natura, dato che gli agenti al soldo di Amanda Waller sono indecisi se classificarla come aliena o dea. Reclutata nella Squadra Suicida, Mongal partecipa alla battaglia sulla spiaggia di Corto Maltese dopo il tradimento del mercenario Blackguard e cerca di rendersi utile saltando addosso all'elicottero in dotazione dei nemici, ma  in questo modo fa schiantare il velivolo provocando la morte di Capitan Boomerang e finendo per morire arsa viva a seguito dell'impatto.